# 1977 год в кино

## Фильмы

### Мировое кино
- «Американский друг»/Der Amerikanische Freund, ФРГ—Франция, (реж. Вим Вендерс)
- «Баллада об Орин»/はなれ瞽女おりん, Япония, (реж. Масахиро Синода)
- «Бармаглот»/Jabberwocky, Великобритания, (реж. Терри Гиллиам)
- «Бешенство»/Rabid, Канада, (реж. Дэвид Кроненберг)
- «Близкие контакты третьей степени»/Close Encounters of the Third Kind, США, (реж. Стивен Спилберг)
- «Бобби Дирфилд»/Bobby Deerfield, США, (реж. Сидни Поллак)
- «Больвизер»/Bolwieser, ФРГ, (реж. Райнер Вернер Фасбиндер)
- «Большая автокража»/Grand Theft Auto, США, (реж. Рон Ховард)
- «Валентино»/Valentino, Великобритания, (реж. Кен Расселл)
- «Великий герой-любовник»/The World’s Greatest Lover, США, (реж. Джин Уайлдер)
- «Голова-ластик»/Eraserhead, США, (реж. Дэвид Линч)
- «Джулия»/Julia, США, (реж. Фред Циннеман)
- «Дом»/ハウス, Япония, (реж. Нобухико Обаяси)
- «Дуэлянты»/The Duellists, Великобритания, (реж. Ридли Скотт)
- «Железный крест»/Steiner — Das Eiserne Kreuz, ФРГ—Великобритания, (реж. Сэм Пекинпа)
- «Звёздные войны. Эпизод IV. Новая надежда»/Star Wars, США, (реж. Джордж Лукас)
- «Змеиное яйцо»/Das Schlangenei, ФРГ—США, (реж. Ингмар Бергман)
- «Иисус из Назарета»/Jesus Of Nazareth, Великобритания—Италия, (реж. Франко Дзеффирелли)
- «Их двое»/Ök ketten, Венгрия—Франция, (реж. Марта Месарош)
- «Качая железо»/Pumping Iron, США, (реж. Джордж Батлер, Роберт Фиоре)
- «Колдун»/Sorcerer, США, (реж. Уильям Фридкин)
- «Комната епископа»/La Stanza Del Vescovo, Италия—Франция, (реж. Дино Ризи)
- «Крутой»/Mr. Mean, Италия—США, (реж. Фред Уильямсон)
- «Лихорадка субботнего вечера»/Saturday Night Fever, США, (реж. Джон Бэдэм)
- «Мост слишком далеко»/A Bridge Too Far, Великобритания, (реж. Ричард Аттенборо)
- «Мужчина, который любил женщин»/L’homme qui amait les femmes, Франция, (реж. Франсуа Трюффо)
- «Нью-Йорк, Нью-Йорк»/New York, New York, США, (реж. Мартин Скорсезе)
- «Операция „Йонатан“»/Mivtsa Yonatan, Израиль, (реж. Менахем Голан)
- «Оранжевый солдат»/Soldaat van Oranje, Бельгия—Нидерланды, (реж. Пол Верховен)
- «Приготовьте ваши носовые платки»/Preparez Vos Mouchoirs, Франция—Бельгия, (реж. Бертран Блие)
- «Принцип домино»/The Domino Principle, США, (реж. Стэнли Крамер)
- «Провидение»/Providence, Франция—Швейцария, (реж. Ален Рене)
- «Прощай, самец»/Ciao Maschio, Италия—Франция, (реж. Марко Феррери)
- «Раскаты грома»/Rolling Thunder, США, (реж. Джон Флинн)
- «Семь нот в темноте»/Sette Notte In Nero, Италия, (реж. Лучо Фульчи)
- «Смерть негодяя»/Mort D’Un Pourri, Франция, (реж. Жорж Лотнер)
- «Спешащий человек»/L’Homme pressé, Франция—Италия, (реж. Эдуар Молинаро)
- «Страх высоты»/High Anxiety, США, (реж. Мел Брукс)
- «Строшек»/Stroszek, ФРГ, (реж. Вернер Херцог)
- «Суспирия»/Suspiria, Италия, (реж. Дарио Ардженто)
- «Три женщины»/3 Women, США, (реж. Роберт Олтмен)
- «У холмов есть глаза»/The Hills Have Eyes, США, (реж. Уэс Крэйвен)
- «Убить с интригой»/為了殺死陰謀/To Kill with Intrigue, Гонконг, (реж. Ло Вэй)
- «Человек в железной маске»/The Man in the Iron Mask, США—Великобритания, (реж. Майк Ньюэлл)
- «Чудовище»/L' Animal, Франция, (реж. Клод Зиди)
- «Шпион, который меня любил»/The Spy Who Loved Me, Великобритания, (Льюис Гилберт)
- «Энни Холл»/Annie Hall, США, (реж. Вуди Аллен)
- «Этот смутный объект желания»/Cet Obscur Object Du Desir, Франция—Испания, (реж. Луис Бунюэль)

### Советское кино

#### Фильмы Азербайджанской ССР
- «Гариб в стране джиннов», (реж. Али-Саттар Атакишиев)
- «День рождения», (реж. Рустам Ибрагимбеков)
- «Иду на вулкан», (реж. Тофик Исмайлов)
- «Лев ушёл из дома», (реж. Расим Исмайлов)
- «Цена счастья», (реж. Гасан Сеидбейли)

#### Фильмы БССР
- «В профиль и анфас», (реж. Николай Лукьянов, Александр Ефремов и Сергей Сычёв)
- «Гарантирую жизнь», (реж. Борис Степанов)
- «Про Красную Шапочку», (реж. Леонид Нечаев)
- «Птицы на снегу»
- «Семейные обстоятельства»
- «Три весёлые смены», (реж. Дмитрий Михлеев, Валерий Поздняков и Юрий Оксанченко)
- «Чёрная берёза», (реж. Виталий Четвериков)

#### Фильмы Грузинской ССР
- «Берега», (реж. Григорий Лордкипанидзе и Гизо Габескирия)
- «Возвращение», (реж. Рамаз Шарабидзе)
- «Древо желания», (реж. Тенгиз Абуладзе)
- «Ожившие легенды», (реж. Нодар Манагадзе)
- «Пожар, любовь и помпиеро», (реж. Гурам Патарая)
- «Приди в долину винограда», (реж. Георгий Шенгелая)

#### Фильмы Казахской ССР
- «Транссибирский экспресс», (реж. Эльдор Уразбаев)

#### Фильмы Латвийской ССР
- «Подарки по телефону», (реж. Алоиз Бренч)

#### Фильмы РСФСР
- «А у нас была тишина…», (реж. Владимир Шамшурин)
- «Аленький цветочек», (реж. Ирина Поволоцкая)
- «Белый Бим Чёрное ухо», (реж. Станислав Ростоцкий)
- «Блокада», (реж. Михаил Ершов)
- «В зоне особого внимания», (реж. Андрей Малюков)
- «В четверг и больше никогда», (реж. Анатолий Эфрос)
- «Вооружён и очень опасен», (реж. Владимир Вайншток)
- «Девочка, хочешь сниматься в кино?», (реж. Адольф Бергункер)
- «Доброта», (реж. Эдуард Гаврилов)
- «Долги наши», (реж. Борис Яшин)
- «Женитьба», (реж. Виталий Мельников)
- «Запасной аэродром», (реж. Илья Гурин)
- «Золотая мина», (реж. Евгений Татарский)
- «Инкогнито из Петербурга», (реж. Леонид Гайдай)
- «Как Иванушка-дурачок за чудом ходил», (реж. Надежда Кошеверова)
- «Кольца Альманзора», (реж. Игорь Вознесенский)
- «Мимино», (реж. Георгий Данелия)
- «Нос», (реж. Ролан Быков)
- «Обелиск», (реж. Ричард Викторов)
- «Объяснение в любви», (реж. Илья Авербах)
- «По семейным обстоятельствам», (реж. Алексей Коренев)
- «Позови меня в даль светлую», (реж. Герман Лавров, Станислав Любшин)
- «Почти смешная история», (реж. Пётр Фоменко)
- «Приезжая», (реж. Валерий Лонской)
- «Риск — благородное дело», (реж. Яков Сегель)
- «Рудин», (реж. Константин Воинов)
- «Служебный роман», (реж. Эльдар Рязанов)
- «Смешные люди!», (реж. Михаил Швейцер)
- «Смятение чувств», (реж. Павел Арсенов)
- «Собака на сене», (реж. Ян Фрид)
- «Судьба», (реж. Евгений Матвеев)
- «Трясина», (реж. Григорий Чухрай)
- «Усатый нянь», (реж. Владимир Грамматиков)
- «Фронт за линией фронта», (реж. Игорь Гостев)
- «Хождение по мукам», (реж. Василий Ордынский)
- «Четвёртая высота», (реж. Игорь Вознесенский)

#### Фильмы Таджикской ССР
- «Кто поедет в Трускавец», (реж. Валерий Ахадов)

#### Фильмы УССР
- «Бирюк», (реж. Роман Балаян)
- «Волшебный голос Джельсомино», (реж. Тамара Лисициан)
- «Где ты, Багира?», (реж. Владимир Левин)
- «Ненависть», (реж. Самвел Гаспаров)
- «Перед экзаменом», (реж. Вячеслав Криштофович)
- «Тачанка с юга», (реж. Евгений Шерстобитов)

#### Фильмы совместных производителей

##### Двух стран
- «Неоконченная пьеса для механического пианино», (реж. Никита Михалков)

## Награды
- Главный приз Берлинского кинофестиваля — «Золотой медведь» — получил фильм «Восхождение» режиссёра Ларисы Шепитько из СССР[1].
- Золотой приз Георгию Данелии за фильм «Мимино» на 10-м Московском кинофестивале[2].

## Лидеры проката
- «Служебный роман», (реж. Эльдар Рязанов) — 1 место, 58.4 млн зрителей
- «Судьба», (реж. Евгений Матвеев) — 2 место, 57.8 млн зрителей
- «Безотцовщина», (реж. Владимира Шамшурина) — 4 место, 43.0 млн зрителей
- «Ты — мне, я — тебе», (реж. Александр Серый) — 5 место, 41.6 млн зрителей
- «Аты-баты, шли солдаты…», (реж. Леонид Быков) — 7 место, 35.8 млн зрителей.

## Персоналии

### Родились
- 8 января — Орландо Блум — британский актёр.
- 31 января — Керри Вашингтон — американская актриса.
- 6 марта — Сергей Бурунов — российский актёр
- 25 марта — Эдгар Рамирес — венесуэльский киноактёр.
- 2 апреля — Майкл Фассбендер — ирландский актёр.
- 16 мая — Мелани Лински — новозеландская актриса.
- 15 июня — Анна Ковальчук — российская актриса кино.
- 1 июля — Лив Тайлер — американская актриса.
- 21 июля — Илья Носков — российский актёр.
- 15 сентября — Том Харди — британский актёр.
- 9 октября — Егор Бероев — российский актёр.
- 8 декабря — Маттиас Схунартс — бельгийский актёр.

### Скончались
- 4 мая — Анри-Жорж Клузо, французский кинорежиссёр и сценарист (род. 1907).
- 3 апреля — Урсула Граблей, немецкая актриса театра и кино (род. 1908).
- 7 апреля — Журахон Рахмонов, советский актёр театра и кино, заслуженный артист Узбекистана (род. 1917).
- 4 мая — Карел Хёгер, чешский актёр (род. 1909).
- 3 июня — Роберто Росселлини, итальянский кинорежиссёр и сценарист (род. 1906).
- 16 августа — Элвис Пресли, американский певец и актёр, «король рок-н-ролла» (род. 1935).
- 19 октября — Владимир Багна, словацкий кинорежиссёр и сценарист (род. 1914).
- 16 декабря — Ристо Ярва, финский кинорежиссёр, сценарист, монтажёр, кинопродюсер, актёр и оператор (род. 1934).
- 25 декабря — Чарли Чаплин, американский актёр, режиссёр, сценарист, композитор (род. в 1889).